# St. Elisabeth-Krankenhaus Lahnstein

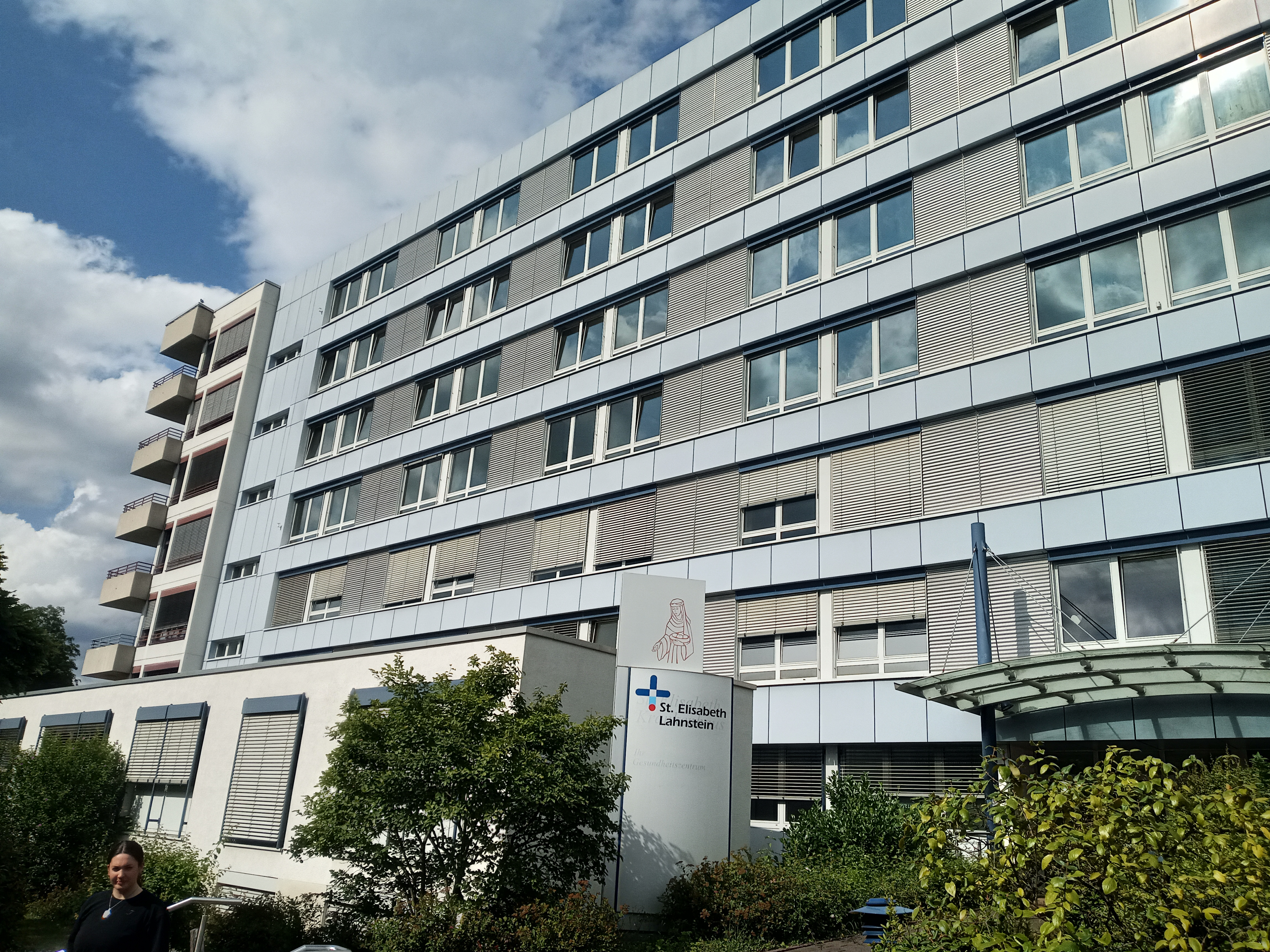
Das St. Elisabeth Krankenhaus in Lahnstein

Der Krankenhausstandort St.Elisabeth-Krankenhaus in Lahnstein wird von der BBT-Gruppe betrieben. Das Krankenhaus befindet sich im Osten des Stadtteils Oberlahnstein und ist in der Krankenhausplanung des Landes Rheinland-Pfalz als Klinik der Grundversorgung geführt. Im Lahnsteiner Krankenhaus arbeiten rund 110 Mitarbeiter. Es sind 60 vollstationäre Betten und 20 tagesklinische Behandlungsplätze vorhanden.

## Medizinische Abteilungen
- Klinik für Psychotherapie und Psychiatrie
- Psychiatrischen Institutsambulanz (PIA)
- Psychiatrische Tagesklinik
- Traumaambulanz

An der Klinik befindet sich eine orthopädische Praxis.

## Geschichte
1858 wurde auf Bitten des Pfarrers Jakob Mohr ein Konvent der Armen Dienstmägde mit drei Schwestern gegründet. In dem in der Schwarzgasse 3 befindlichen Konvent wurde ein Kindergarten sowie eine Station zur ambulanten Krankenpflege eröffnet. 1864 wurde auf Anweisung der Generaloberin das Gebäude verkauft, darauf zogen die Schwestern für 6 Jahre in die Schulgasse. Im März 1870 wurde das neue errichtete Konvent in der Frühmesserstraße 22 bezogen. 1889 wurde die ambulante Krankenpflegestation um eine Pflegestation für Kranke erweitert.
Trotz der Bemühungen, die Kranken der Bevölkerung zu versorgen, reichte dies nicht aus, sodass die Stadt Oberlahnstein seit 1869 die Behörden in Wiesbaden versuchte, von dem Bau eines Krankenhauses zu überzeugen. 1882 wurde das Gesuch der Stadt zum Bau eines Krankenhauses mit finanzieller Unterstützung durch die Kaut'sche Stiftung vom Oberpräsidenten in Kassel abgelehnt. Stattdessen sah das Regierungspräsidium 1883 vor in Oberlahnstein eine Anstalt für Epilepsie-Kranke zu eröffnen. Dies fand aber bei der Bevölkerung keine Zustimmung.
1892 kaufte die Stadt das Grundstück der Armen Dienstmägde in der Frühmesserstraße für 30.000 Mark. Die Schwestern wurden als Krankenpflegerinnen übernommen. Nach umfangreichen Bauarbeiten wurde das erste städtische Krankenhaus im Frühsommer 1893 eröffnet. Das Krankenhaus zählte zuerst 20, dann 38 Betten, die von sieben Krankenschwestern betreut wurden. Die schlechte Ausstattung des Krankenhauses, das über keinen Entbindungs- und Isolationsraum sowie Operationszimmer verfügte, machte bereits 1902 und 1903 Umbauarbeiten notwendig, sodass das Nachbargrundstück der ehemaligen Buchdruckerei Gebrüder Schickel erworben wurde. Die erworbene Halle wurde zum Operationssaal umgerüstet.
Bereits vor dem Ersten Weltkrieg wurde überlegt, das Krankenhaus außerhalb des Stadtgebietes anzusiedeln, was jedoch wegen Finanzierungsproblemen vorerst nicht realisiert wurde. Lediglich 1913 wurde der ab 1907 in Planung stehende Krankenhausfonds errichtet und erhielt als Jubiläumsstiftung ein Grundstock von 10.000 Mark. 1919 wurde mit dem Erwerb des ehemaligen Damenpensionats am Berghang des Auguste-Viktoria-Stiftes (früher Institut Taplin) für 150.000 Mark ein geeignetes Gebäude gefunden. Da dieses jedoch erst von der französischen Besatzungsmacht genutzt wurde, konnte es erst im September 1920, mit 50 Betten ausgerüstet, bezogen werden.
Aus finanziellen Gründen wurde das Krankenhaus samt den Verwaltungsaufgaben 1930 an die Armen Dienstmägde abgegeben. Nachdem das Krankenhaus lange kaum renoviert wurde und so trotz ständigem Betriebs verfiel, wurden ab 1935 Reparaturmaßnahmen ergriffen, Sanitäranlagen wurden erneuert, ein Labor eingerichtet, ein Personenaufzug eingebaut und eine Isolierhaus errichtet. Im August 1939 übernahm die Wehrmacht das Krankenhaus als Reserve-Lazarett. In der Zeit wurden die zivilen Kranken im Hotel Heilquelle, Bergweg 17, versorgt. Nach Abzug der Wehrmacht im Januar 1942 konnte das Krankenhaus wieder der Zivilgesellschaft zugänglich gemacht werden, auch wurden ab März 1943 Zwangsarbeiter notdürftig versorgt.
Das Krankenhaus überstand den Krieg ohne größere Schäden, wurde allerdings im Juli 1945 beschlagnahmt um Displaced Personal zu versorgen, die in der Niederlahnsteiner Rittersturz-Kaserne untergebracht waren. 1947 wurde das Krankenhaus wieder freigegeben.
Bedingt durch finanzielle Probleme und den Mangel an Nachwuchsschwestern kündigten die Armen Dienstmägde zum 31. März 1950 den Vertrag mit der Stadt und zogen sich von der Krankenhausarbeit in Oberlahnstein zurück. Diese wurden durch den Orden der Grauen Schwestern von der heiligen Elisabeth ersetzt, die 19 Schwestern bereitstellten. Zu der Zeit fasste das Krankenhaus 80 Betten, 4 Jahre später schon 94 Betten.
Nachdem das Innenministerium in Rheinland-Pfalz 1961 die Krankenhausverhältnisse in Ober- und Niederlahnstein als nicht zeitgemäß einstufte, wurde beschlossen, dass genau wie in Nastätten Oberlahnstein ein Zentrum der regionalen Grundversorgung werden würde. Dazu verkaufte die Stadt das Krankenhaus an die katholische Wohltätigkeitsanstalt zur heiligen Elisabeth im Oktober 1962. Nach knapp 3 Jahren Bauzeit wurde das Krankenhaus mit 204 Betten und 30 Säuglingskörben im Beisein des Limburger Bischofs und des Rheinland-Pfälzischen Innenministers eröffnet. 1968 wurde das alte Krankenhaus abgebrochen und im März 1970 durch ein Schwesternwohnheim ersetzt. Auch wurde 1968 eine Krankenpflegeschule eröffnet.
1987 wurde eine neue Notfallambulanz errichtet, 1989 kam ein Funktionstrakt der inneren Abteilung und 1995/96 zwei Kreissäle mit der Möglichkeit zur Unterwassergeburt hinzu. 1996 wurde die psychiatrische Abteilung des Krankenhauses mit 55 Betten eröffnet. Im selben Jahr waren 400 Mitarbeiter beschäftigt bei 220 Betten und einer Auslastung von 82,3 %.
Im Dezember 2023 meldete das Krankenhaus Insolvenz an, woraufhin zum 1. März 2024 alle Abteilungen, außer der psychiatrischen Abteilung, geschlossen wurden. Unter großem Protest von Politik, Wirtschaft und Kirchenvertretern wurde die Klinik dennoch fast vollständig geschlossen. Zusätzlichen Protest in der Bevölkerung rief die kurzfristige Kündigung der 180 von 300 Beschäftigen im nicht psychiatrischen Bereich hervor, bei der die Mitarbeiter eine Woche vor Abteilungsschließung die Kündigung erhielten. Das nun viel kleinere Krankenhaus wurde samt Grundstück an die Krankenhausgesellschaft der Barmherzigen Brüder aus Maria Hilf verkauft.